# قبلر (طعام)
القَبْلَر حلوى تتكون من حشوة فاكهة تُسكب في طبق خَبْزٍ كبير وتُغطى بعجين سائل أو (زلابية في المملكة المتحدة ) قبل خبزها. تشبه بعض وصفات القبلر خاصة في جنوب الولايات المتحدة فطيرة سميكة ذات قشرة علوية وسفلية. القبلر هو جزء من مطبخ المملكة المتحدة والولايات المتحدة.